# Прва влада Ане Брнабић
Прва влада Ане Брнабић била је 15. по реду Владе Републике Србије од обнове вишепартијског система у Србији. Изабрана је 29. јуна 2017. Била је то прва влада у региону чији је премијер била геј особа.
Друга је влада коју је изабрао Једанаести сазив Народне скупштине Републике Србије. О кабинету Ане Брнабић изјаснило се укупно 212 посланика — за је гласало 157 посланика, а 55 је било против.
Постојала је до избора нове владе 28. октобра 2020, након редовних парламентарних избора 21. јуна исте године.

## Састав
Влада је имала 18 министарстава, 2 више од претходне, с обзиром на то да су биле предложене измене закона о министарствима.
| Функција                                                                  | Слика                   | Име и презиме           | Странка                                     | Белешка              |
| ------------------------------------------------------------------------- | ----------------------- | ----------------------- | ------------------------------------------- | -------------------- |
| Председник Владе                                                          | Ана Брнабић             | Ана Брнабић             | нестраначка личност (до 2019) СНС (од 2019) |                      |
| Први потпредседник Владе                                                  | Ивица Дачић             | Ивица Дачић             | СПС                                         | до 22. октобра 2020. |
| Министар спољних послова                                                  | Ивица Дачић             | Ивица Дачић             | СПС                                         | до 22. октобра 2020. |
| Министар спољних послова                                                  | Ана Брнабић             | Ана Брнабић             | СНС                                         | в.д.                 |
| Потпредседник Владе Министар унутрашњих послова                           | Небојша Стефановић      | Небојша Стефановић      | СНС                                         |                      |
| Потпредседница Владе Министар грађевинарства, саобраћаја и инфраструктуре | Зорана Михајловић       | Зорана Михајловић       | СНС                                         |                      |
| Потпредседник Владе Министар трговине, туризма и телекомуникација         | Расим Љајић             | Расим Љајић             | СДПС                                        |                      |
| Министар одбране                                                          | Александар Вулин        | Александар Вулин        | ПС                                          |                      |
| Министар државне управе и локалне самоуправе                              | Бранко Ружић            | Бранко Ружић            | СПС                                         |                      |
| Министар правде                                                           | Нела Кубуровић Кисић    | Нела Кубуровић Кисић    | СНС                                         |                      |
| Министар привреде                                                         |                         | Горан Кнежевић          | СНС                                         |                      |
| Министар финансија                                                        | Душан Вујовић           | Душан Вујовић           | нестраначка личност                         | до 16. маја 2018.    |
| Министар финансија                                                        | Ана Брнабић             | Ана Брнабић             | нестраначка личност                         | в.д.                 |
| Министар финансија                                                        | Синиша Мали             | Синиша Мали             | СНС                                         | од 29. маја 2018.    |
| Министар пољопривреде, шумарства и водопривреде                           | Бранислав Недимовић     | Бранислав Недимовић     | СНС                                         |                      |
| Министар културе и информисања                                            | Владан Вукосављевић     | Владан Вукосављевић     | нестраначка личност                         |                      |
| Министар омладине и спорта                                                | Вања Удовичић           | Вања Удовичић           | СНС                                         |                      |
| Министар просвете, науке и технолошког развоја                            | Младен Шарчевић         | Младен Шарчевић         | нестраначка личност                         |                      |
| Министар здравља                                                          | Златибор Лончар         | Златибор Лончар         | СНС                                         |                      |
| Министар рударства и енергетике                                           | Александар Антић        | Александар Антић        | СПС                                         |                      |
| Министар за рад, запошљавање, борачка и социјална питања                  | Зоран Ђорђевић          | Зоран Ђорђевић          | СНС                                         |                      |
| Министар за европске интеграције                                          | Јадранка Јоксимовић     | Јадранка Јоксимовић     | СНС                                         |                      |
| Министар за заштиту животне средине                                       | Горан Триван            | Горан Триван            | СПС                                         |                      |
| Министар без портфеља                                                     | Славица Ђукић Дејановић | Славица Ђукић Дејановић | СПС                                         |                      |
| Министар без портфеља                                                     |                         | Милан Кркобабић         | ПУПС                                        |                      |
| Министар без портфеља                                                     |                         | Ненад Поповић           | СНП                                         |                      |